# Borna (stad)
Borna is een stad in de Duitse deelstaat Saksen. Het is de Kreisstadt van het Landkreis Leipzig. De plaats telt 19.120 inwoners.
Borna ligt in het zuidelijke deel van de Leipziger Tieflandsbucht, in het natuurgebied Bergbaurevier Südraum Leipzig. Door de stad stroomt het riviertje Wyhra. Op het grondgebied van de huidige stad lagen vroeger twee nederzettingen: Altstadt en Wenigborn. Voordat de stad werd gesticht bevond zich hier sinds de 9e eeuw een waterburcht. De eerste schriftelijke aanduiding van de stad Born komt uit 1251. In de middeleeuwen brandde de stad vijfmaal af.

## Kernen
- Haulwitz (voormalige gemeente tot 1840)
- Altstadt Borna, Gnandorf (voormalige gemeenten tot april 1934)
- Eula, Gestewitz, Haubitz, Kesselshain (gemeente Eula tot maart 1994)
- Wyhratal, Neukirchen, Thräna, Wyhra, Zedtlitz (gemeente Wyhratal tot januari 2004)

## Partnersteden
Frankrijk: Étampes

## Afbeeldingen

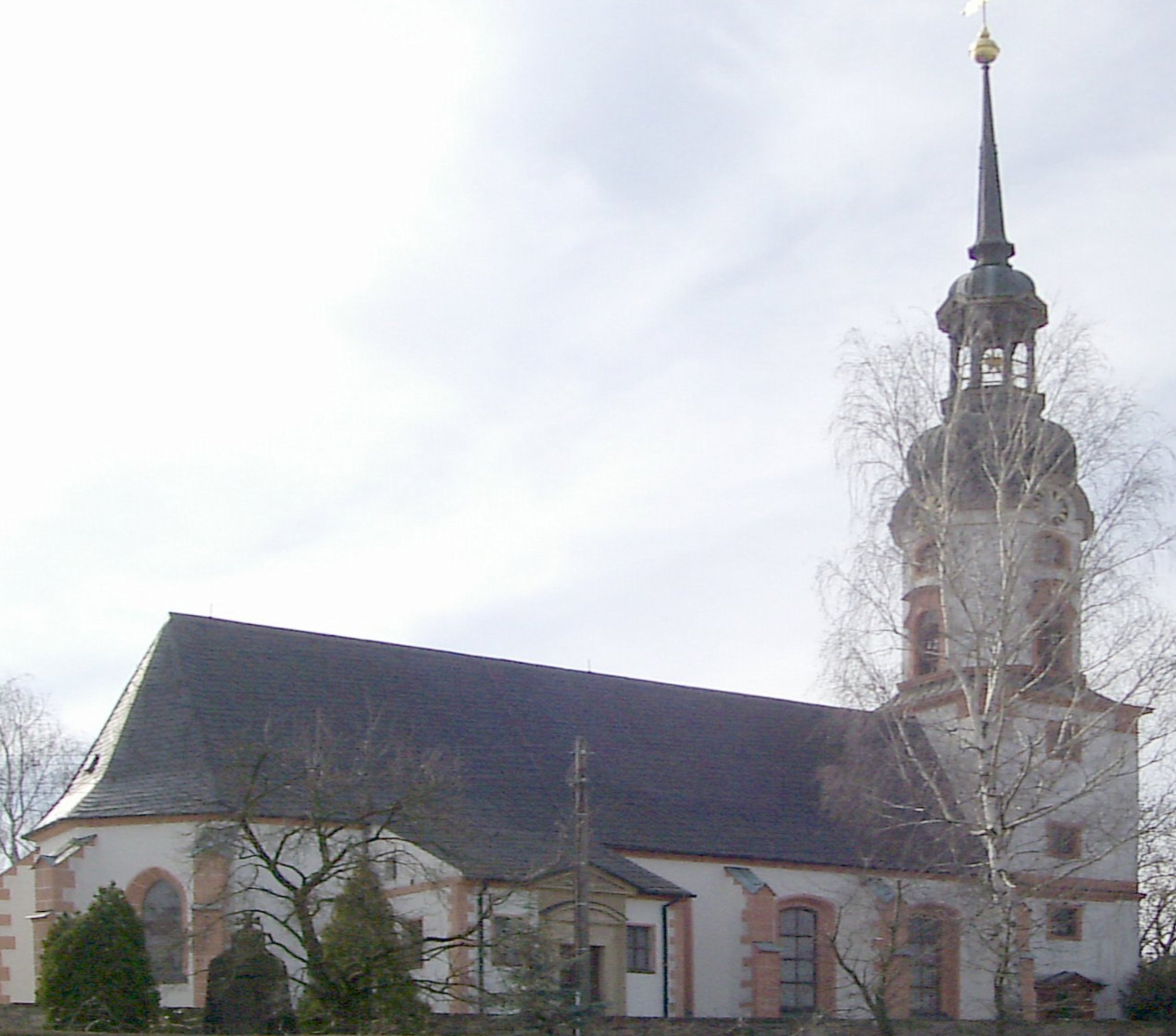
Kerk in de kern Zedtlitz
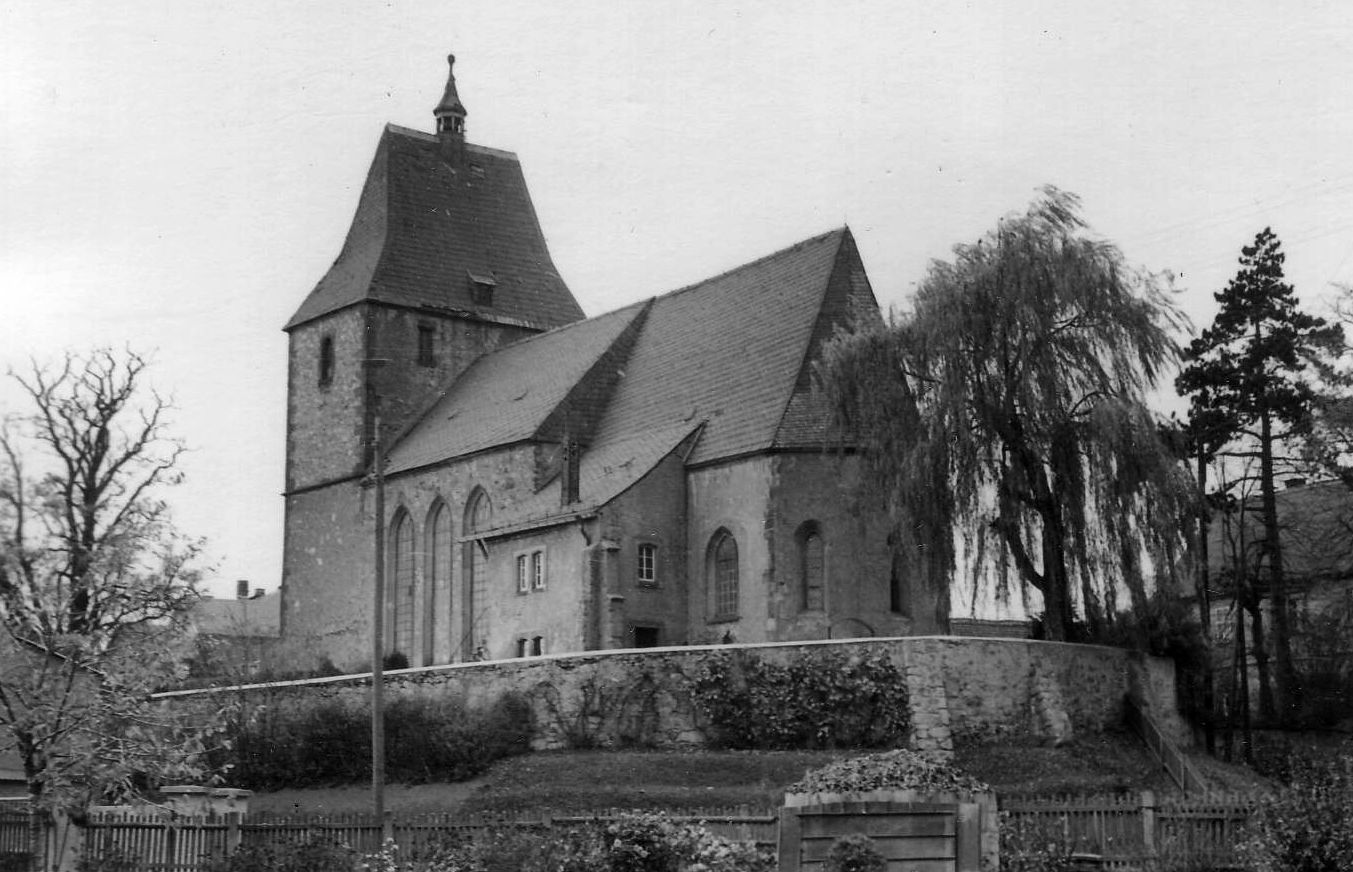
Kerk in de kern Eula